# Sankt Georgen am Längsee
Sankt Georgen am Längsee, amtlich St. Georgen am Längsee (slowenisch: Šentjurij ob Dolgem jezeru), ist eine Gemeinde mit 3620 Einwohnern (Stand 1. Jänner 2024) im Bezirk St. Veit an der Glan in Kärnten, Österreich.

## Geographie
Sankt Georgen liegt im nördlichen Klagenfurter Becken zwischen Krappfeld und Zollfeld. Hauptsiedlungsgebiet ist die von der Gurk gebildete Launsdorfer Senke. Das Gemeindegebiet erstreckt sich westlich davon ins St. Veiter Hügelland mit dem Längsee, östlich ins Brückler Bergland und südlich bis zum Magdalensberg.

### Gemeindegliederung

#### Katastralgemeinden
Die Gemeinde ist in die sechs Katastralgemeinden Goggerwenig, Gösseling, Launsdorf, Osterwitz, Sankt Georgen am Längsee und Taggenbrunn gegliedert.

#### Ortschaften
Das Gemeindegebiet umfasst folgende 38 Ortschaften (in Klammern Einwohnerzahl Stand 1. Jänner 2024):
- Bernaich (92)
- Dellach (77)
- Drasendorf (237)
- Fiming (337)
- Garzern (1)
- Goggerwenig (73) samt Keutschachhof
- Gösseling (79)
- Hochosterwitz (18)
- Kreutern (2)
- Krottendorf (81)
- Labon (6)
- Launsdorf (1264)
- Maigern (25)
- Mail-Süd (18)
- Niederosterwitz (28)
- Pirkfeld (5)
- Podeblach (43)
- Pölling (18)
- Rain (7)
- Reipersdorf (109)
- Rottenstein (2)
- St. Georgen am Längsee (172)
- St. Martin (10)
- St. Peter (324) samt Schwag
- St. Sebastian (42)
- Scheifling (73)
- Siebenaich (28)
- Stammerdorf (24)
- Taggenbrunn (74) samt Schwemm
- Thalsdorf (195)
- Töplach (57)
- Tschirnig (29)
- Unterbruckendorf (6) samt Ternitz
- Unterlatschach (12)
- Weindorf (41)
- Wiendorf (7)
- Wolschart (1)
- Zensberg (3)

#### Zählsprengel
Das Gemeindegebiet wird in drei Zählsprengel gegliedert:
- 000 St. Georgen-Nordwest: umfasst die Ortschaften Bernaich, Dellach, Drasendorf, Fiming, Goggerwenig, Krottendorf, Mail-Süd, Pirkfeld, Podeblach, Reipersdorf, Rottenstein, Scheifling, Siebenaich, St. Georgen am Längsee, St. Peter, Taggenbrunn, Thalsdorf, Töplach, Tschirnig, Unterlatschach, Wolschart, Zensberg.
- 001 Launsdorf: umfasst die Ortschaft Launsdorf.
- 002 St. Georgen-Südost: umfasst die Ortschaften Garzern, Gösseling, Hochosterwitz, Kreutern, Labon, Maigern, Niederosterwitz, Pölling, Rain, St. Martin, St. Sebastian, Stammerdorf, Unterbruckendorf, Weindorf, Wiendorf.

### Nachbargemeinden
| Mölbling               | Kappel am Krappfeld                         |           |
| Frauenstein            | Kompassrose, die auf Nachbargemeinden zeigt | Eberstein |
| Sankt Veit an der Glan | Magdalensberg (KL)                          | Brückl    |

## Geschichte

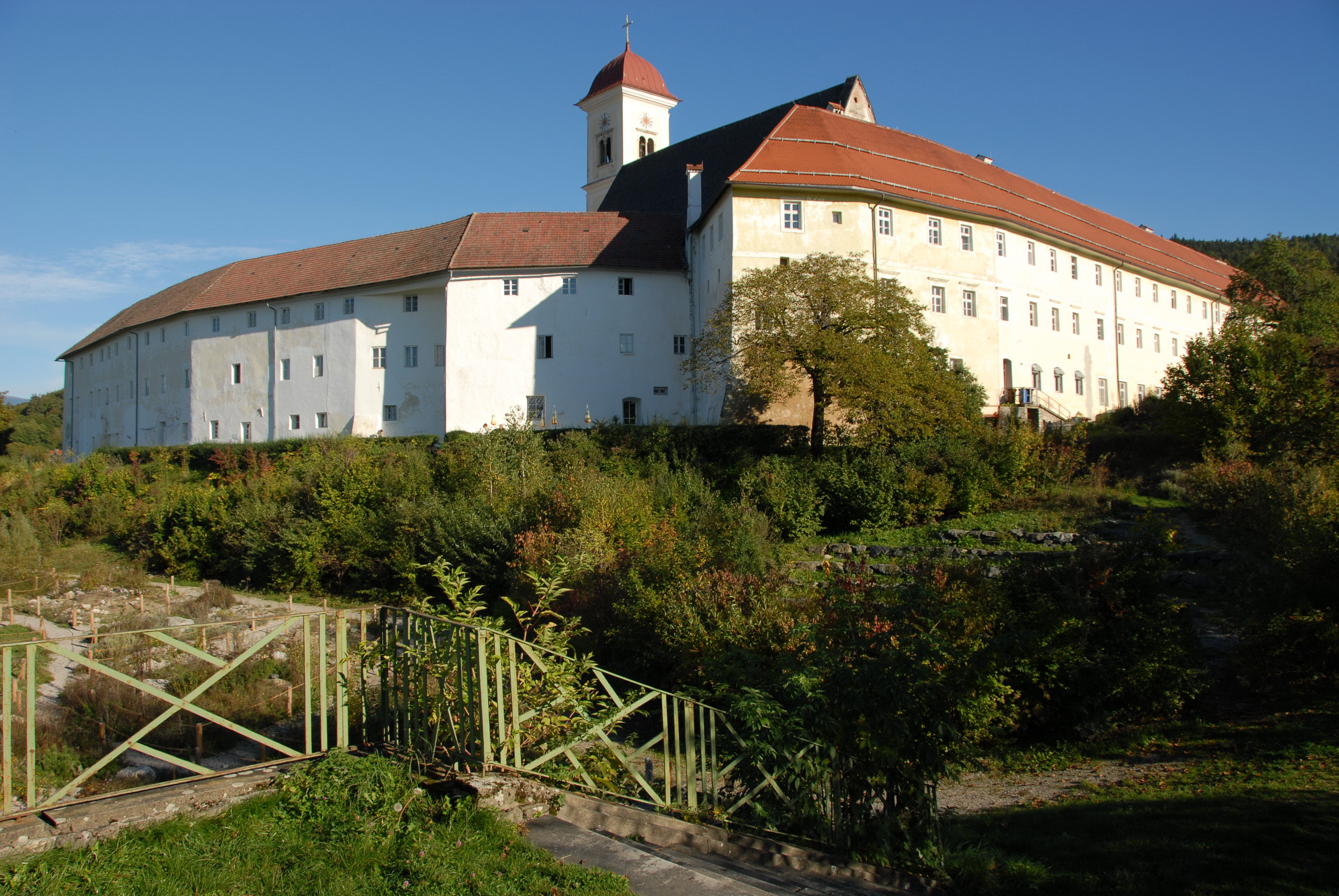
Stift St. Georgen

Die Geschichte des Gebietes war lange Zeit vom Stift St. Georgen geprägt, das zwischen 1002 und 1008 durch Wichburg gegründet wurde.
Der größte Ort der Gemeinde ist Launsdorf, der bis ins 18. Jahrhundert Maria am Sand hieß, nach der Kirche Mariae Himmelfahrt. Erstmals urkundlich erwähnt wurde Launsdorf 1103.
Die politische Gemeinde wurde im Jahr 1850 gebildet, zu ihr gehörte zunächst auch St. Donat, das 1895 als eigene Ortsgemeinde ausgegliedert wurde (heute zu St. Veit gehörig). Das Gemeindegebiet wurde 1973 durch Teile der aufgelösten Gemeinde Meiselding erweitert.
1868 wurde die durch das Gemeindegebiet verlaufende Kronprinz-Rudolf-Bahn eröffnet, was den Beginn des Wandels von der stark landwirtschaftlich geprägten zur heutigen Tourismusgemeinde markiert.

### Einwohnerentwicklung
Sankt Georgen hatte laut Volkszählung 2001 3.551 Einwohner, davon waren 96,4 % österreichische Staatsbürger. Als Religionszugehörigkeit gaben 83,3 % römisch-katholisch, 6,1 % evangelisch, 1,3 % islamisch an. 6,4 % waren ohne religiöses Bekenntnis.
Im Gegensatz zu vielen anderen Gemeinden in Kärnten hatte St. Georgen von 1991 bis 2001 und auch weiter bis 2011 sowohl eine positive Geburtenbilanz als auch eine positive Wanderungsbilanz.

## Kultur und Sehenswürdigkeiten
In der Gemeinde befindet sich mit der Burg Hochosterwitz eine der bekanntesten Sehenswürdigkeiten Kärntens. Bedeutung als Ausflugsziele und Veranstaltungsorte haben auch Burg Taggenbrunn und das Stift St. Georgen. Der Längsee ist ein beliebter Badesee im Gemeindegebiet.
- Burg Hochosterwitz
- Burgruine Taggenbrunn mit Schüttkasten Taggenbrunn
- Schloss Niederosterwitz
- Schloss Rottenstein
- Schloss Drasendorf
- Pfarrkirche Launsdorf Maria Himmelfahrt und Filialkirche St. Martin
- Stift St. Georgen und Filialkirche St. Georgen am Längsee (Friedhofskirche)
- Pfarrkirche St. Peter bei Taggenbrunn
- Filialkirche Gösseling hl. Michael
- Wallfahrtskirche Maria Wolschart

### Regelmäßige Veranstaltungen
- Gardetraditionstag auf Burg Hochosterwitz
- Ritterfest auf Burg Hochosterwitz
- Burgkirchtag auf Burg Hochosterwitz
- seit 2003 Trigonale, Festival der alten Musik[3]
- Taggenbrunner Festspiele[4]

## Wirtschaft und Infrastruktur

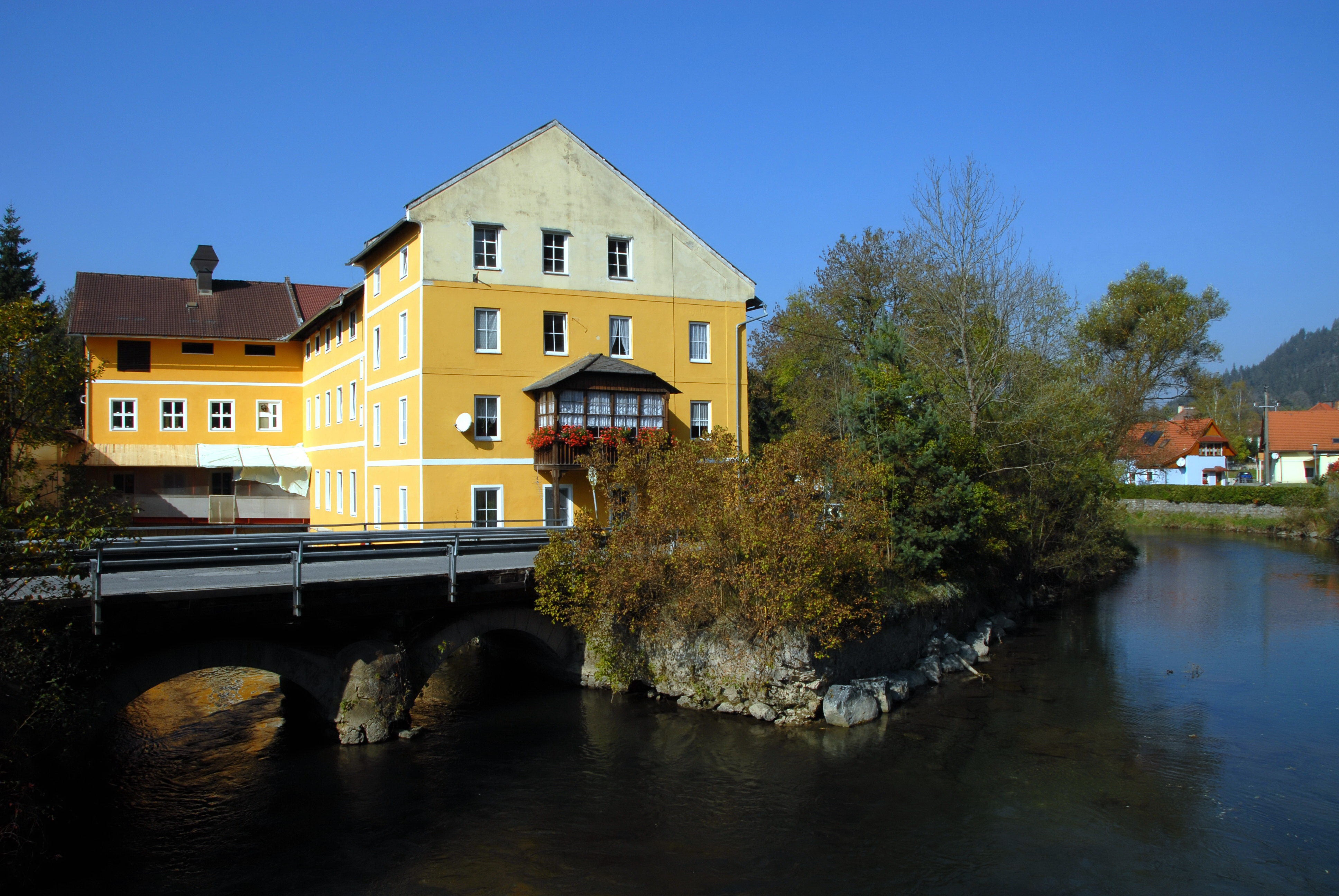
Industrieanlage in Pölling an der Gurk

Laut Volkszählung 2001 gibt es 93 Arbeitsstätten mit 461 Beschäftigten in der Gemeinde und 1.265 Auspendler sowie 270 Einpendler. Es gibt 116 land- und forstwirtschaftliche Betriebe (davon 43 im Haupterwerb, 1999), die zusammen 6.624 ha bewirtschaften.

### Wirtschaftssektoren
Von den 116 land- und forstwirtschaftlichen Betrieben des Jahres 2010 wurden 46 im Haupterwerb und 67 im Nebenerwerb geführt, drei von Personengemeinschaften und sechs von juristischen Personen. Diese sechs bewirtschafteten mehr als die Hälfte der Flächen. Im Produktionssektor beschäftigten sich zwei Drittel der Firmen mit der Herstellung von Waren, ein Drittel war im Baugewerbe tätig. Mehr als ein Drittel der Erwerbstätigen des Dienstleistungssektors arbeiteten in sozialen und öffentlichen Diensten, etwa ein Fünftel im Bereich Beherbergung und Gastronomie (Stand 2011).
| Wirtschaftssektor            | Anzahl Betriebe | Anzahl Betriebe | Anzahl Betriebe | Erwerbstätige | Erwerbstätige | Erwerbstätige |
| Wirtschaftssektor            | 2021            | 2011            | 2001            | 2021          | 2011          | 2001          |
| ---------------------------- | --------------- | --------------- | --------------- | ------------- | ------------- | ------------- |
| Land- und Forstwirtschaft 1) | 73              | 116             | 113             | 177           | 133           | 65            |
| Produktion                   | 33              | 23              | 15              | 160           | 170           | 136           |
| Dienstleistung               | 213             | 171             | 78              | 568           | 376           | 318           |

1) Betriebe mit Fläche in den Jahren 2010 und 1999, Arbeitsstätten im Jahr 2021

### Tourismus

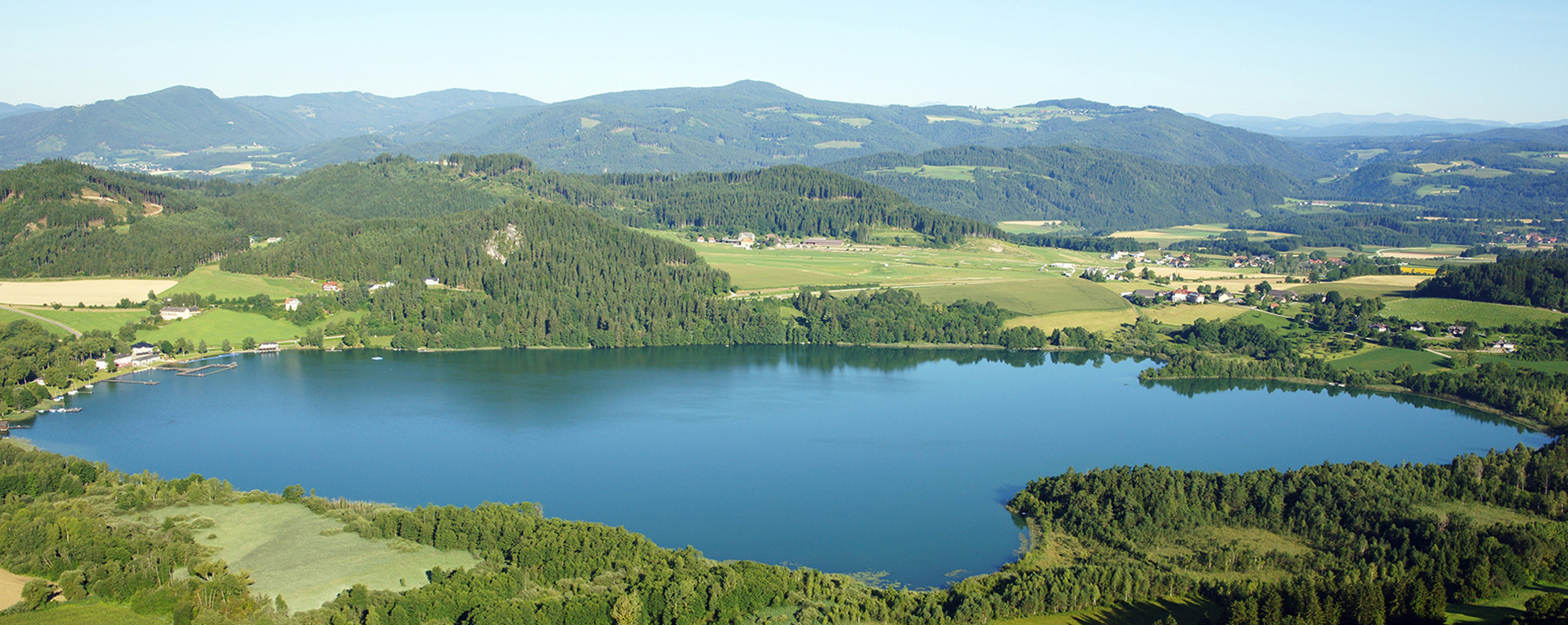
Längsee

Ein wichtiger Wirtschaftsfaktor der gesamten Region ist der Tourismus. St. Georgen ist Mitglied der Verbände „Region Mittelkärnten“, „Norische Region“ und „Hemmaland“. Alle diese drei Partnerschaftsverbände haben ihren Sitz im Stift St. Georgen.
Der Längsee mit seiner sehr guten Wasserqualität ist im Sommer der Hauptanziehungspunkt für Badegäste. Pro Jahr übernachten rund 50.000 Gäste in der Gemeinde, mehr als die Hälfte davon in den Monaten Juli und August.
Im Gemeindegebiet wurde unter Federführung der Nachbargemeinde und Bezirkshauptstadt Sankt Veit an der Glan ein 18-Loch Golfplatz gebaut und 2008 in Betrieb aufgenommen.

### Verkehr
- Eisenbahn: St. Georgen besitzt zwei Haltestellen an der Rudolfsbahn (heute oft fälschlicherweise als Südbahn bezeichnet). Der nächste Bahnhof befindet sich weniger als zehn Kilometer entfernt in St. Veit an der Glan.[10]
- Straße: Die Klagenfurter Schnellstraße S37 tangiert im Westen die Gemeinde und bietet eine gute Verkehrsverbindung in den Kärntner Zentralraum im Süden und die Obersteiermark im Norden.

## Politik
Der Gemeinderat hat 23 Mitglieder.

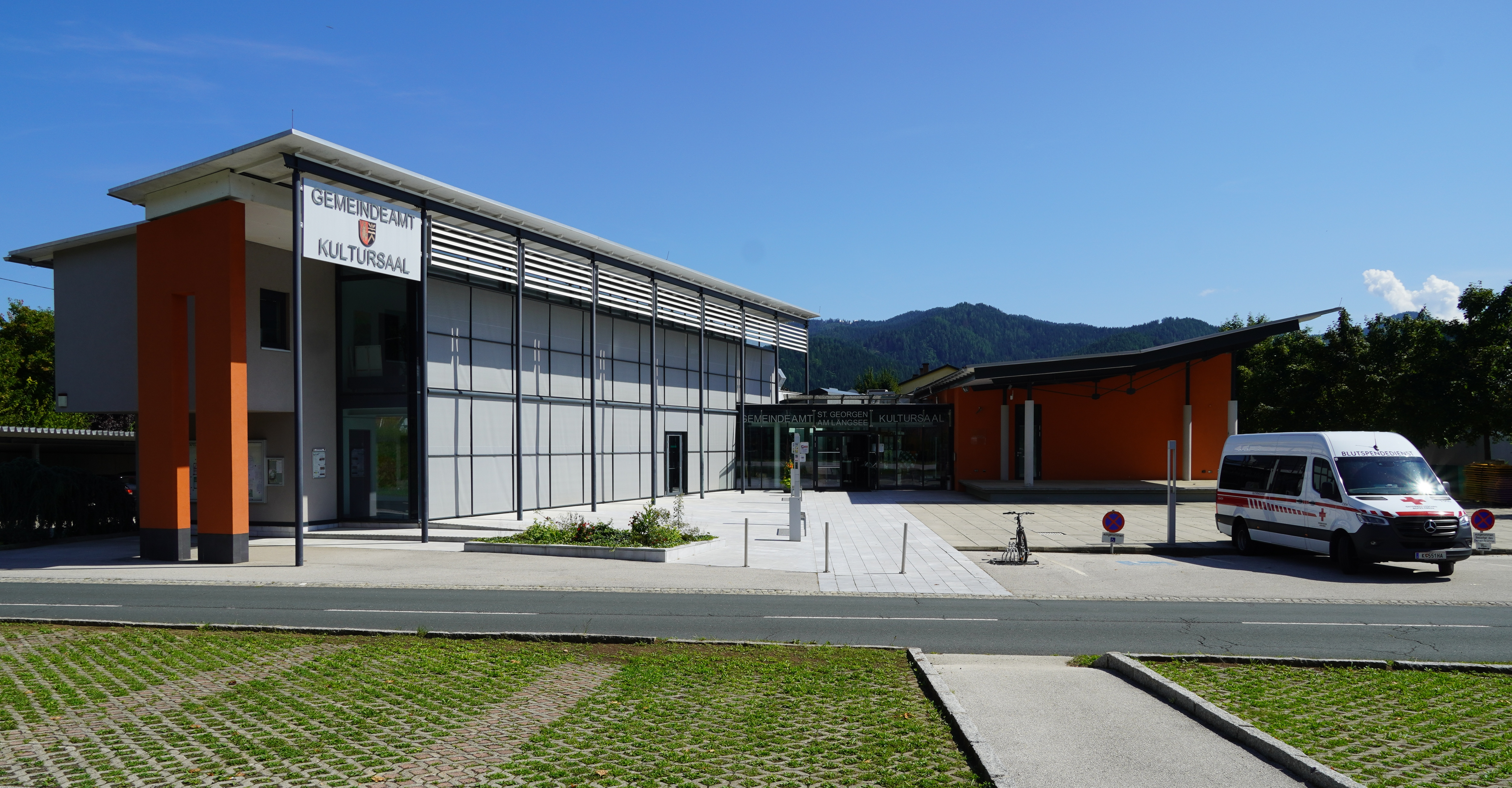
Gemeindeamt und Kultursaal

- Mit den Gemeinderats- und Bürgermeisterwahlen in Kärnten 2003 hatte der Gemeinderat folgende Verteilung: 12 SPÖ, 6 FPÖ und 5 ÖVP.
- Mit den Gemeinderats- und Bürgermeisterwahlen in Kärnten 2009 hatte der Gemeinderat folgende Verteilung: 11 SPÖ, 8 BZÖ, 3 ÖVP und 1 ERNST-Bürgerforum Längsee-Hochosterwitz.
- Mit den Gemeinderats- und Bürgermeisterwahlen in Kärnten 2015 hat der Gemeinderat folgende Verteilung: 11 SPÖ, 6 FPÖ, 5 ÖVP und 1 ERNST-Bürgerforum Längsee-Hochosterwitz.[11]
- Mit den Gemeinderats- und Bürgermeisterwahlen in Kärnten 2021 hat der Gemeinderat folgende Verteilung: 10 SPÖ, 7 FPÖ, 6 ÖVP.[12]

### Bürgermeister
- seit 2021 Johann Wolfgang Grilz (FPÖ)[13][14]

### Wappen
In der vorderen Schildhälfte des Wappens der Gemeinde ist der heilige Georg  als Ganzfigur stehend dargestellt, wie schon auf dem ältesten erhaltenen Siegel an einer Urkunde von 1280. In der hinteren unteren Schildhälfte wurde das Wappen der Schenken von Osterwitz übernommen (silberner Sparren in Schwarz), die als herzogliche Gefolgsleute Burg Hochosterwitz im 12. Jahrhundert erbauten und bis 1478 besaßen. Darüber findet sich das Stammwappen der Khevenhüller mit der gestielten Eichel und dem Wellenbalken, deren bedeutendster politischer Vertreter, Landeshauptmann Georg von Khevenhüller die Burg zwischen 1571 und 1586 zur heutigen eindrucksvollen Gestalt ausbauen ließ.
Die amtliche Blasonierung des Wappens lautet: „Gespaltener Schild, im vorderen Feld ein silberner heiliger Georg mit Mantel, von einem silbernen Stern beseitet, ein silbernes Schwert über den rechten Arm gehängt, in der erhobenen Rechten einen silbernen Palmzweig und mit der Linken einen silbernen Schild mit Radwappen haltend. Im hinteren geteilten Feld ist die obere Hälfte von Schwarz und Gold geteilt; oben aus der Trennungslinie wachsend eine goldene Eichel an zweiblättrigem goldenem Stiel, unten ein schwarzes Wellenband. In der unteren Hälfte in Schwarz ein silberner Sparren.“
Wappen und Fahne wurden der Gemeinde am 16. August 1965 verliehen. Die Fahne ist Gelb-Rot mit eingearbeitetem Wappen.

### Partnergemeinde
- seit 1996: Zoppola, Italien[16]

## Persönlichkeiten

### Söhne und Töchter der Gemeinde
- Albert Spieß (1808–1855), Werksdirektor und Politiker
- Otto Aichbichler (1908–1997), Landwirt und Autor
- Josefine Oschmalz (1916–2004), Politikerin der SPÖ, Mitglied des Bundesrates 1974–1975
- Franz Brandl (1928–2012), Künstler
- Christof Kerschbaum (* 1976), Radrennfahrer

### Mit der Gemeinde verbundene Persönlichkeiten
- Afra von Staudach (1526–1591), Ordensfrau und Äbtissin des Stifts St. Georgen
- Maximilian Thaddäus von Egger (1734–1805), Eisenindustrieller
- Gustava Aloisia Gorton (1863–1920), Adelige und Herrschaftsbesitzerin
- Ludwig Hülgerth (1875–1939), Offizier und Politiker, Landeshauptmann von Kärnten 1934–1936
- Hemma Schmutz (* 1966), Kunst- und Kulturmanagerin